# Division 1 de 1947–48
A Primeira Divisão (chamada de Division 1) do Campeonato Francês de Futebol de 1947-48 foi uma competição de futebol realizada na França, contando como a 10ª edição da história. O campeão foi Olympique de Marseille, pela segunda vez, tendo como vice o Lille.

## Participantes e regulamento
| - Olympique Alès - AS Cannes - Lille OSC - Olympique de Marseille - FC Metz - SO Montpellier - FC Nancy - RC Paris - Red Star |  | - Stade de Reims - Stade Rennais - CO Roubaix-Tourcoing - AS Saint-Étienne - FC Sète - FC Sochaux-Montbéliard - Stade Français - RC Strasbourg - Toulouse FC |

Todos os 18 clubes se enfrentariam em jogos de ida e volta. O melhor classificado ao fim desses confrontos se sagraria campeão. Os dois últimos colocados seriam rebaixados à Division 2.

## Classificação final
| Pos. | Equipes                | Pts | J  | V  | E  | D  | GP | GC | SG  | Classificação ou Rebaixamento  |
| ---- | ---------------------- | --- | -- | -- | -- | -- | -- | -- | --- | ------------------------------ |
| 1    | Olympique de Marseille | 48  | 34 | 20 | 8  | 6  | 83 | 43 | 40  | Campeão                        |
| 2    | Lille                  | 47  | 34 | 20 | 7  | 7  | 82 | 51 | 31  |                                |
| 3    | Reims                  | 46  | 34 | 20 | 6  | 8  | 73 | 34 | 39  |                                |
| 4    | Saint-Étienne          | 41  | 34 | 16 | 9  | 9  | 72 | 58 | 14  |                                |
| 5    | Stade Français         | 38  | 34 | 15 | 8  | 11 | 68 | 58 | 10  |                                |
| 6    | Strasbourg             | 37  | 34 | 13 | 11 | 10 | 82 | 58 | 24  |                                |
| 7    | Racing Paris           | 37  | 34 | 16 | 5  | 13 | 79 | 64 | 15  |                                |
| 8    | Roubaix-Tourcoing      | 37  | 34 | 15 | 7  | 12 | 62 | 60 | 2   |                                |
| 9    | Sochaux                | 34  | 34 | 13 | 8  | 13 | 63 | 59 | 4   |                                |
| 10   | Rennes                 | 34  | 34 | 13 | 8  | 13 | 56 | 59 | −3  |                                |
| 11   | Metz                   | 30  | 34 | 13 | 4  | 17 | 70 | 82 | −12 |                                |
| 12   | Nancy                  | 30  | 34 | 11 | 8  | 15 | 49 | 64 | −15 |                                |
| 13   | Toulouse               | 29  | 34 | 13 | 3  | 18 | 50 | 62 | −12 |                                |
| 14   | Cannes                 | 29  | 34 | 10 | 9  | 15 | 47 | 66 | −19 |                                |
| 15   | Montpellier            | 28  | 34 | 10 | 8  | 16 | 52 | 67 | −15 |                                |
| 16   | Sète                   | 26  | 34 | 11 | 4  | 19 | 59 | 85 | −26 |                                |
| 17   | Olympique Alès         | 25  | 34 | 7  | 11 | 16 | 49 | 79 | −30 | Zona de rebaixamento à Ligue 2 |
| 18   | Red Star               | 16  | 34 | 6  | 4  | 24 | 30 | 77 | −47 | Zona de rebaixamento à Ligue 2 |

## Artilharia
| Posição | Jogador            | Clube          | Gols |
| ------- | ------------------ | -------------- | ---- |
| 1       | Jean Baratte       | Lille OSC      | 31   |
| 2       | Pierre Sinibaldi   | Stade de Reims | 25   |
| 3       | Boleslav Tempowski | Lille OSC      | 23   |
| 4       | Jean Grumellon     | Stade Rennais  | 22   |
| 5       | Larbi Ben Barek    | Stade Français | 20   |